# Philoponella hilaris
Philoponella hilaris là một loài nhện trong họ Uloboridae.
Loài này thuộc chi Philoponella. Philoponella hilaris được Eugène Simon miêu tả năm 1906.